# Eduardo Castelló
Pour les articles homonymes, voir Castello et Vilanova.
Eduardo Castelló Vilanova, né le 4 mars 1940, à La Vall d'Uixó et mort le 31 octobre 2020, est un coureur cycliste espagnol. Professionnel de 1965 à 1973, il a notamment remporté le championnat d'Espagne sur route et une étape du Tour d'Espagne.

## Palmarès
- 1965
  - 7e du Critérium du Dauphiné libéré
- 1967
  - Subida a Arrate
- 1968
  - 14e étape du Tour d'Espagne
  - Gran Premio Munecas Famosa :
    - Classement général
    - 2e étape

  - Tour des vallées minières :
    - Classement général
    - 2ea étape

  - 6e étape du Tour du Levant
- 1969
  - 2e de la Subida a Arrate
- 1970
  - 2e de la Subida a Arrate
- 1971
  -  Champion d'Espagne sur route
  - Tour des Asturies :
    - Classement général
    - 2e étape

  - 3e du Tour des vallées minières
- 1972
  - 2e du Gran Premio Nuestra Señora de Oro
  - 2e du championnat d'Espagne de course de côte

## Résultats sur les grands tours

### Tour de France
3 participations
- 1965 : 44e
- 1967 : abandon (16e étape)
- 1969 : 19e

### Tour d'Espagne
8 participations
- 1966 : 16e
- 1967 : 38e
- 1968 : abandon, vainqueur de la 14e étape
- 1969 : 18e
- 1970 : 13e
- 1971 : 23e
- 1972 : 13e
- 1973 : abandon